# Tom (informática)
TOM é um ambiente de software para definir transformações em estruturas de árvore/termos e documentos XML. Tais definições são construídas como uma extensão TOM. São adicionadas construções TOM (primitivas) à linguagens como C, Java e OCaml. TOM também suporta o uso de regras de reescrita.
Tom é útil para:
- programação por casamento de padrões
- desenvolvimento de compiladores e DSL (Domain Specific Language)
- transformação de documentos XML
- implementação de sistemas baseados em regras
- descrição de transformações algébricas

Em Java, a integração é simples, permitindo o uso de bibliotecas quaisquer existentes sem nenhuma restrição.

## Casamento de padrões
Em ciência da computação, casamento de padrões (Pattern Matching) é o ato de verificar se existe a presença de um dado padrão, diferente de reconhecimento de padrões, onde o padrão é especificado previamente. Casamento de padrões é usado para testar se algo tem uma estrutura desejada, para encontrar estruturas relevantes, para obter o casamento de termos, e também para substituir uma determinada estrutura por outra que seja correspondente.
Sequência de padrões são frequentemente descritas usando expressões regulares, e são casadas usando um determinado algoritmo.

## Linguagem-base
Esta seção apresentará noções básicas da linguagem TOM, por exemplo, a definição de tipo de dados, a construção de dados (árvore sintática), e a transformação desses dados usando casamento de padrões.

### Definindo um tipo de dado
Um dos mais simples programas TOM é definido como segue: em um tipo de dado para representar números naturais (Peano) é construído os inteiros 0 = zero e 1 = suc(zero);
```
import
 
main.peano.types.*
;

public
 
class
 
Main
 
{

  
%
gom
 
{

     
module
 
Peano

     
abstract
 
syntax

     
Nat
 
=
 
zero
()

         
|
 
suc
(
pred
:
Nat
)

         
|
 
plus
(
x1
:
Nat
,
 
x2
:
Nat
)

   
}

  
public
 
final
 
static
 
void
 
main
(
String
[]
 
args
)
 
{

     
Nat
 
z
 
=
 
`
zero
();

     
Nat
 
one
 
=
 
`
suc
(
z
);

     
System
.
out
.
println
(
z
);

     
System
.
out
.
println
(
one
);

  
}

}

```

### Construção%gom
Note que a construção %gom{...} define a estrutura de dado, também chamada de assinatura. Esta estrutura declara um tipo (Nat) que tem três operadores (zero, suc e plus). Estes operadores são chamados de construtores, pelo fato deles serem usados para construir a estrutura de dados.
Este código é salvo com uma extensão .t (Main.t) e depois compilado com o compilador tom. Como resultado da compilação serão gerados arquivos Java contendo o código que representa do tipo de dado Nat definido na estrutura gom, e também o arquivo Main.java com o código a ser executado.

### Construção %match
O construtor %match é similar ao switch/case no sentido que, dada uma árvore (n) qualquer, o construtor seleciona o primeiro padrão que casa com a árvore, e executa a ação associada. Por matching, significa que ao se atribuir valores a variáveis para fazer o padrão ser igual ao sujeito. No nosso exemplo, n tem o valor plus(suc(zero()),suc(zero())). O primeiro padrão não casa com n, por que o segundo termo de n não é um zero(), mas um suc(zero()). Neste exemplo, o segundo padrão casa com n, e dá os valores suc(zero()) para x, e zero() para y.
Quando um padrão casa com o sujeito, é dito que as variáveis (x e y no nosso caso) são instanciadas. Elas podem então serem usadas na ação (método específico). Ne maneira similar, a segunda regra pode ser aplicada quando o segundo subtermo é definido como root por suc. Neste caso, x e y são instanciadas.
```
public
 
final
 
static
 
void
 
main
(
String
[]
 
args
)
 
{

   
Nat
 
two
 
=
 
`
plus
(
suc
(
zero
()),
suc
(
zero
()));

   
System
.
out
.
println
(
two
);

   
two
 
=
 
evaluate
(
two
);

   
System
.
out
.
println
(
two
);

}

public
 
static
 
Nat
 
evaluate
(
Nat
 
n
)
 
{

  
%
match
(
n
)
 
{

    
plus
(
x
,
 
zero
())
 
->
 
{
 
return
 
`
x
;
 
}

    
plus
(
x
,
 
suc
(
y
))
 
->
 
{
 
return
 
`
suc
(
plus
(
x
,
y
));
 
}

  
}

  
return
 
n
;

}

```

### Compilando com TOM
Presumindo que o TOM está instalado (variáveis de ambiente configuradas), basta usar o comando: tom Main.t, para compilar o arquivo TOM. Logo após, compile o arquivo Java gerado usando o comando: javac Main.java, e por fim execute o programa usando o comando: java Main, a saída é apresentada nas linha 5 e 6 do código abaixo.
```
1
 
$
 
tom
 
Main
.
t

2
 
$
 
javac
 
Main
.
java

3
 
$
 
java
 
Main

5
 
zero
()

6
 
suc
(
zero
())

```

## Usando regras
Esta seção irá apresentar a noção de regras com o objetivo de simplificar expressões. Suponha que é necessário simplificar expressões booleanas. Este tipo de simplificação é definida através de relações entre expressões usando um conjunto de regras de simplificação. O código abaixo apresenta algumas regras de simplificação para expressões booleanas.
```
Not
(
a
)
           
->
   
Nand
(
a
,
 
a
)

Or
(
a
,
 
b
)
         
->
   
Nand
(
Not
(
a
),
 
Not
(
b
))

And
(
a
,
 
b
)
        
->
   
Not
(
Nand
(
a
,
 
b
))

Xor
(
a
,
 
b
)
        
->
   
Or
(
And
(
a
,
 
Not
(
b
)),
 
And
(
Not
(
a
),
 
b
))

Nand
(
True
,
 
b
)
    
->
   
True

Nand
(
a
,
 
False
)
   
->
   
True

Nand
(
True
,
 
True
)
 
->
   
False

```

Para usar estas regras em uma estrutura TOM, é necessário definir tal conjunto de regras na estrutura %gom . A construção %gom provê uma seção rule(), onde ambos, o lado esquedo e direito das regras são termos. O código apresentado abaixo é definido em um arquivo .gom que implementa e adiciona regras ao tipo Bool.
```
module
 
Logic

imports
 
int
 
String

abstract
 
syntax

Bool
 
=
 
Input
(
n
:
int
)

|
 
True
()

|
 
False
()

|
 
Not
(
b
:
Bool
)

|
 
Or
(
b1
:
Bool
,
 
b2
:
Bool
)

|
 
And
(
b1
:
Bool
,
 
b2
:
Bool
)

|
 
Nand
(
b1
:
Bool
,
 
b2
:
Bool
)

|
 
Xor
(
b1
:
Bool
,
 
b2
:
Bool
)

|
 
Implies
(
b1
:
Bool
,
 
b2
:
Bool
)

|
 
IfOnlyIf
(
b1
:
Bool
,
 
b2
:
Bool
)

module
 
Logic
:
rules
()
 
{

	
Not
(
a
)
 
->
 
Nand
(
a
,
a
)

	
Or
(
a
,
b
)
 
->
 
Nand
(
Not
(
a
),
Not
(
b
))

	
And
(
a
,
b
)
 
->
 
Not
(
Nand
(
a
,
b
))

	
Xor
(
a
,
b
)
 
->
 
Or
(
And
(
a
,
Not
(
b
)),
And
(
Not
(
a
),
b
))

	
Or
(
True
(),
_
)
 
->
 
True
()

	
Or
(
_
,
True
())
 
->
 
True
()

	
Nand
(
False
(),
_
)
 
->
 
True
()

	
Nand
(
_
,
False
())
 
->
 
True
()

	
Nand
(
True
(),
True
())
 
->
 
False
()

	
Implies
(
a
,
 
b
)
 
->
 
Or
(
Not
(
a
),
b
)

	
IfOnlyIf
(
a
,
 
b
)
 
->
 
And
(
Implies
(
a
,
b
),
Implies
(
b
,
a
))

}

```